# Isola di Woody
L'isola di Woody (cinese semplificato: 永兴岛; cinese tradizionale: 永興島: pinyin: Yǒngxīng Dǎo; vietnamita: Đảo Phú Lâm) è una delle Isole Paracelso nel Mar Cinese meridionale. Questa è occupata dalla Repubblica Popolare Cinese ed è rivendicata dalla Repubblica di Cina (Taiwan) e dal Vietnam.
L'isola non ha popolazione indigena ed è militarmente presidiata da una guarnigione. Vi è tuttavia un centro di soccorso cinese e l'isola dispone di un aeroporto con una pista da 2.350 metri e di un porto artificiale attivato recentemente al fine di promuovere il turismo.